# سعود الهاجری
سعود الهاجری (انگلیسی: Saud Al Hajiri؛ زادهٔ ۱۹ ژوئیهٔ ۱۹۸۶) یک بازیکن فوتبال اهل قطر است.

## باشگاهی
از باشگاه‌هایی که در آن بازی کرده‌است می‌توان به الریان اشاره کرد.

## تیم ملی
وی همچنین در تیم ملی فوتبال قطر بازی کرده است.